# Antoinette Nana Djimou
Antoinette Nana Djimou Ida, francoska atletinja, * 5. junij 1961, Douala, Kamerun.
Nastopila je na poletnih olimpijskih igrah v letih 2008, 2012 in 2016 v sedmeroboju, najboljšo uvrstitev je dosegla s petim mestom leta 2012. Na evropskih prvenstvih je osvojila dve zlati in srebrno medaljo, na evropskih dvoranskih prvenstvih pa dve zlati in bronasto medaljo v peteroboju.